# Клара Бартон
Клариса Харлоу Бартон (Оксфорд, 25. децембар 1821 — Глен Еко, 12. април 1912) била је америчка медицинска сестра и оснивачица Америчког Црвеног крста. Током Америчког грађанског рата радила је као болничка медицинска сестра, а била је и учитељица и службеница у заводу за патенте. Будући да у то време формално образовање за медицинске сестре није било широко доступно, своје знање је стекла самосталним учењем. Истакла се хуманитарним радом и залагањем за грађанска права у периоду када жене још увек нису имале бирачко право. Године 1973. уврштена је у Националну кућу славних жена.

## Рани живот
Клариса Харлоу Бартон рођена је 25. децембра 1821. године у Оксфорду, Масачусетс, малој пољопривредној заједници. Име је добила по насловном лику из романа Clarissa Самјуела Ричардсона. Њен отац, капетан Стивен Бартон, био је члан локалне милиције и градски већник, који је утицао на ћеркино родољубље и хуманитарни дух. Служио је под командом генерала Ентонија Вејна током насилног протеривања домородачких народа са северозапада. Такође је био заговорник прогресивних идеја у региону Оксфорда. Њена мајка била је Сара Стоун Бартон.
Године 1825, када је имала три године, Бартон је почела да похађа школу заједно са својим братом Стивеном, где је показала изузетне способности у читању и правопису. Током школовања се зближила са Ненси Фитс, својом једином другарицом из детињства, јер је у младости била изразито стидљива.
Од 1832. године, са десет година, Бартон је две године неговала свог брата Дејвида, који је задобио тешку повреду главе након пада са крова амбара. Током његове неге, научила је да даје лекове и примењује тадашње медицинске праксе, укључујући пуштање крви пијавицама. Дејвид се касније у потпуности опоравио.
Родитељи су покушали да је охрабре да буде друштвенија тако што су је уписали у Високу школу пуковника Стоуна, али је она постала још повученија и депресивна, због чега је престала да једе. Вратили су је кући како би повратила здравље.
По повратку, њена породица се преселила како би помогла удовици њеног рођака, која је након супругове смрти остала сама са четворо деце и имањем. Бартон је помагала у одржавању и поправци куће у којој је њена породица требало да живи. Када су радови завршени, осетила је забринутост да не постане терет породици. Да би избегла осећај беспослености, почела је да проводи време са својим мушким рођацима, учествујући у њиховим активностима, попут јахања. Након што се повредила, њена мајка је одлучила да је усмери ка традиционално женским вештинама, позвавши једну рођаку да јој помогне у томе.
Да би је подстакли да превазиђе стидљивост, родитељи су је убедили да постане учитељица. Школовала се на Клинтон либералном институту у Клинтону, Њујорк. Прву учитељску лиценцу стекла је 1839. године, са 17 година. Водила је успешну кампању за реорганизацију школских округа, што је омогућило деци радника да стекну образовање.

## Рана каријера
Бартон је 1838. године постала учитељица и наредних једанаест година предавала у школама у и око Оксфорда, Масачусетс. Била је успешна у свом послу, посебно у раду са дечацима, јер је у детињству уживала у друштву својих рођака и браће, што јој је помогло да их лакше разуме и дисциплинује.
Након смрти своје мајке 1851. године, породични дом је затворен, а Бартон је одлучила да настави образовање, фокусирајући се на писање и језике на Клинтон либералном институту у Њујорку. Тамо је стекла бројна пријатељства која су јој проширила видике о друштвеним питањима тог времена. Директор института препознао је њене изузетне способности и ценио њен рад, а њихово пријатељство је касније прерасло у романтичну везу. Као писац, Бартон је користила јасан и прецизан језик, а њени радови су служили као користан извор информација за локалне државне званичнике.
Док је предавала у Хајтстауну, сазнала је да у суседном граду Бордентауну нема јавних школа. Године 1852. добила је уговор да оснује прву бесплатну школу у Њу Џерзију. Школа је постигла велики успех, а након годину дана запослила је још једну учитељицу како би заједно подучавале преко 600 ученика. Обе су годишње зарађивале по 250 долара. Овај успех подстакао је град да уложи скоро 4.000 долара у изградњу нове школске зграде. Међутим, по завршетку изградње, школски одбор је на место директора поставио мушкарца, сматрајући да жена није прикладна за вођење тако велике установе. Бартон је деградирана на позицију „женског помоћника“ и радила је у тешким условима све док није доживела нервни слом и здравствене проблеме, након чега је поднела оставку.
Године 1855. преселила се у Вашингтон, где је почела да ради као службеник у Заводу за патенте Сједињених Америчких Држава. Била је прва жена која је добила значајно чиновничко место у федералној влади, уз плату једнаку мушким колегама. Три године била је изложена злостављању и клеветама од стране мушких службеника. Под политичким притиском против запошљавања жена у владиним институцијама, њена позиција је сведена на кописту, а 1858. године, током администрације Џејмса Бјукенана, отпуштена је због својих републиканских ставова, названих „црначки републиканизам“.
Након избора Абрахама Линколна, проведавши три године код рођака и пријатеља у Масачусетсу, вратила се у Завод за патенте у јесен 1860. године, сада као привремени кописта, у нади да ће тиме отворити пут већем броју жена у државној служби.

## Амерички грађански рат
19. априла 1861. године, побуна у Балтимору довела је до првог проливања крви у Америчком грађанском рату. Жртве, припадници 6. Масачусетске милиције, пребачене су након насиља у недовршену зграду Капитола у Вашингтону, где је Бартон у то време живела. Желећи да помогне својој земљи, Бартон је похитала на железничку станицу како би дочекала повређене војнике и бринула се о четрдесеторо њих. Многи су били рањени, гладни и без икаквих залиха, осим оних које су носили са собом. Бартон је лично донела медицински материјал и неопходне намирнице како би им помогла.
Брзо их је препознала, јер је са некима од њих одрастала, а неке је чак и подучавала. Заједно са неколико жена, пружала је неопходну помоћ болесним и рањеним војницима, доносећи им одећу, храну и медицински материјал. Током тог периода, научила је како да складишти и дистрибуира медицинске залихе, као и како да пружи емоционалну подршку војницима, одржавајући њихов морал. Читала им је књиге, писала писма њиховим породицама, разговарала са њима и пружала им утеху.
Бартон је препознала своју улогу у војној служби и започела своју мисију прикупљања медицинских залиха за војнике Уније. Пре него што је добила дозволу да директно дистрибуира залихе на бојном пољу, користила је сопствени дом као складиште и, уз помоћ неколико пријатеља, делила потребне материјале почетком 1862. године, упркос противљењу у Ратном одсеку и међу војним хирурзима.
Друштво женске помоћи (Ladies' Aid Society) слало је завоје, храну и одећу, који су касније дистрибуирани током рата. У августу 1862. године, Бартон је коначно добила дозволу од интенданта Данијела Ракера да ради на првој линији фронта. Њен рад подржали су многи који су веровали у њену мисију, а најзначајнији међу њеним заштитницима био је сенатор Хенри Вилсон из Масачусетса.
Након прве битке код Бул Рана, Бартон је објавила оглас у новинама у Масачусетсу тражећи донације, а одговор јавности био је изузетно велик. Примила је огромну количину залиха, које је потом распоређивала по терену. Радила је на чишћењу пољских болница, превијању рањеника и припреми хране за војнике у близини неколико битака, укључујући битку на планини Сидар, другу битку код Бул Рана, битку код Ентитама и битку код Фредериксбурга.
Бартон је пружала помоћ и војницима Уније и заробљеним војницима Конфедерације. Ипак, залихе нису увек биле доступне. Током битке код Ентитама, морала је да користи кукурузне љуске као завоје због недостатка медицинског материјала. Њена одлучност да остане уз војнике и помаже им била је непоколебљива. Касније је изјавила: „Остаћу овде све док било ко остане и радићу шта год буде потребно. Можда ћу морати да се суочим са опасношћу, али никада нећу осетити страх. Док наши војници могу да стоје и боре се, ја могу да стојим, храним их и негујем.“
У априлу 1863. године, Бартон је пратила свог брата Дејвида у Порт Ројал у Јужној Каролини, након што је он именован за интенданта у Морнарици Уније. Тамо је остала до почетка 1864. године. Док је боравила у Јужној Каролини, спријатељила се са истакнутом аболиционисткињом и феминисткињом Франсис Дејна Баркер Гејџ, која је радила на образовању бивших робова (Порт Ројал експеримент).
Бартон је такође постала блиска са енглеском глумицом Џин Маргарет Дејвенпорт, која је живела у том подручју са својим супругом, генералом Уније Фредериком В. Лендером. Бартон је пружала медицинску помоћ војницима афроамеричког 54. Масачусетског пука након њиховог напада на Форт Вагнер. Такође је отпутовала на острво Морис како би неговала војнике Уније, а пратила ју је црнкиња по имену Бетси, која је радила под њеним надзором.
Њен рад на острву Морис прекинут је након што јој је генерал Квинси Адамс Гилмор неочекивано наредио да евакуише своју станицу, што је довело до сукоба између њих двоје. У Порт Ројалу, Бартон је упознала официра Уније, пуковника Џона Џ. Елвела. Историчар Стивен Б. Оутс тврди да су Бартон и Елвел били у романтичној и интимној вези.
Године 1864. Унијски генерал Бенџамин Батлер именовао је Клару Бартон за „главну госпођу“ болница на фронту Армије Џејмса. Један од најстрашнијих тренутака које је доживела био је када је метак пробио рукав њене хаљине, али је за длаку промашио њу и убио војника којем је пружала помоћ.
Бартон је стекла надимак „Флоренс Најтингејл Америке“ због своје пожртвованости у збрињавању рањеника. Позната је и као „Анђео бојног поља“, назив који је добила након што је помогла исцрпљеном хирургу на дужности након битке код планине Сидар у Северној Вирџинији у августу 1862. године. Поноћним доласком у пољску болницу са великом количином залиха, спасила је многе тешко рањене војнике. Овај надимак заслужила је и својом континуираном подршком војницима на бројним бојиштима, укључујући Ферфакс станицу, Шантији, Харперс Фери, Саут Маунтин, Ентитам, Фредериксбург, Чарлстон, Петерсбург и Колд Харбор.

## Послератни период
После завршетка Америчког грађанског рата, Клара Бартон открила је да хиљаде писама упућених ратном министарству, у којима су родбина и пријатељи трагали за несталим војницима, нису добила одговор јер су ти војници били сахрањени у небележеним гробовима. Многи војници били су означени као „нестали“. Подстакнута овим открићем, Бартон је контактирала председника Линколна и затражила дозволу да званично одговори на неодговорена питања. Дозвола је дата и тако је започела акција под називом „Трагање за несталим људима“.
Након рата, Бартон је отворила Канцеларију за нестале војнике у Вашингтону. Канцеларија је имала задатак да пронађе или идентификује војнике који су погинули или нестали у акцији. Бартон и њени помоћници написали су 41.855 одговора на упите и помогли у проналажењу више од 22.000 несталих војника. Током лета 1865. године, Бартон је помогла у проналажењу, идентификацији и правилном сахрањивању 13.000 особа које су умрле у логору за ратне заробљенике у Андерсонвилу, на југу Џорџије, који је био конфедерални логор. Она је наставила овај посао наредне четири године, сахрањујући 20.000 више унијонских војника и означавајући њихове гробове. Конгрес је на крају одобрио 15.000 долара за овај пројекат.

## Амерички Црвени крст
Клара Бартон је постигла широко признање одржавајући предавања широм земље о својим ратним искуствима од 1865. до 1868. године. Током овог периода упознала је Сузан Б. Ентони и започела сарадњу са покретом за право жена на гласање. Такође, упознала је Фредерика Дагласа и постала активисткиња за грађанска права. Након своје турнеје по земљи, била је уморна и психички и физички, те је на савет лекара одлучила да отпутује на место далеко од своје тренутне обавезе. Затворила је Канцеларију за нестале војнике 1868. године и отишла у Европу.
Током свог путовања у Женеву 1869. године, Бартон се упознала са Међународним Црвеним крстом и доктором Апијом, који ју је касније позвао да постане представница америчког огранка Црвеног крста и помогне у проналажењу финансијских покровитеља за оснивање Америчког Црвеног крста. Такође је наишла на књигу Анрија Динана Памћење на Солферино, која је позивала на оснивање националних друштава за добровољну помоћ на неутралној основи.
На почетку Француско-пруског рата 1870. године, Бартон је помогла принцези Лујзи од Пруске у припреми војних болница и пружила значајну помоћ Црвеном крсту током рата. По заједничком захтеву немачких власти и Стразбуршког комитета за помоћ, надгледала је снабдевање сиромашних у Стразбуру 1871. године, након опсаде Париза, а исте године је била задужена за јавну дистрибуцију помоћи угроженима у Паризу. На крају рата, примила је почасне награде, Златни крст Бадена и Пруски Гвоздени крст.
По повратку у Сједињене Америчке Државе, Клара Бартон је започела покрет за признавање Међународног комитета Црвеног крста од стране америчке владе. 1873. године започела је рад на овом пројекту. 1878. године, сусрела се са председником Радерфордом Б. Хејзом, који је изразио мишљење већине Американаца тог времена да Сједињене Државе више никада неће доживети катастрофу као што је био грађански рат. Бартон је коначно успела током администрације председника Честера Артура, користећи аргумент да нови Амерички Црвени крст може да реагује не само на ратове, већ и на природне катастрофе као што су земљотреси, шумски пожари и урагани.
Бартон је постала председница америчког огранка друштва, који је одржао своје прво званично заседање у њеном стану у Вашингтону 21. маја 1881. године. Прво локално друштво основано је 22. августа 1881. у Дансвилу, округа Ливингстон, у Њујорку, где је имала сеоску кућу.
Улога друштва се променила са почетком Шпанско-америчког рата, током којег је помагала избеглицама и ратним заробљеницима. Након завршетка Шпанско-америчког рата, захвални људи из Сантијага подигли су јој статуу на градском тргу, која и данас стоји тамо. У Сједињеним Државама, Бартон је била похваљена у бројним новинама и лично је извештавала о операцијама Црвеног крста.
Унутар земље, 1884. године, Клара Бартон је помагала у поплавама на реци Охајо, обезбедила храну и снабдевање Тексасу током глади 1887. године, упутила раднике у Илиноис након торнада 1888. године и исте године послала раднике на Флориду током епидемије жуте грознице. Неколико дана након поплаве у Џонстауну 1889. године, она је предводила своју делегацију од 50 лекара и медицинских сестара као одговор на катастрофу, оснивајући оно што ће постати здравствени систем Коунмауг.
1896. године, као одговор на хуманитарну кризу у Османском царству, Клара Бартон је 15. фебруара стигла у Константинопољ. Заједно са министром Тарелом, разговарала је са Теуфик-пашом, турским министром спољних послова, како би добила дозволу за улазак у унутрашњост земље. Бартон је сама остала у Константинопољу да обави послове експедиције. Њени агенти на терену, доктори Хабел, Вистар и Вуд, као и лекар Ира Харис, путовали су у Јерменију у пролеће 1896. године и пружили хуманитарну помоћ јерменском становништву које је било жртва масакра које је извршило Османско царство између 1894. и 1896. године.
Бартон је такође радила у болницама на Куби 1898. године, у доби од 77 година. Њена последња операција на терену као председнице Америчког Црвеног крста била је помоћ жртвама урагана у Галвестону 1900. године, када је оснивала сиротиште за децу.
Како су настајале критике због мешања њених личних и професионалних ресурса, Клара Бартон је била принуђена да поднесе оставку као председница Америчког Црвеног крста 1904. године, са 83 године, јер је њен егоцентричан стил лидерства лоше одговарао на формалну структуру хуманитарне организације. Била је истиснута из функције од стране нове генерације научних стручњака, који су одражавали реалистичку ефикасност Прогресивног доба, уместо њене идеалистичке хуманитарности. У знак сећања на храбре жене из грађанског рата, основана је седиште Црвеног крста. Током посвећења, није изговорена ниједна реч. Ово је учињено како би се одала почаст женама и њиховим услугама. После оставке, Бартон је основала Национално друштво за прву помоћ.

## Завршне године
Клара Бартон је наставила да живи у свом дому у Глен Ексу, Мериленд, који је такође служио као седиште Црвеног крста од њеног доласка 1897. године. Бартон је објавила своју аутобиографију 1908. године под називом The Story of My Childhood. 12. априла 1912. године, преминула је у свом дому у 90. години живота од пнеумоније.

## Лични живот и уверења
Клара Бартон је у свом дневнику из времена рата показала да је била дубоко побожна хришћанка. Њена вера у божанску промисао била је снажна, а она је писала, на пример, да „вера у промисао је одредила Линколнову победу”. Када је чула о смрти детета једног пријатеља, написала је: „Бог је велик и страхотно праведан, истински је страшно пасти у његове руке. Његови путеви су изнад нашег разумевања.” Такође, разматрајући да ли да се раније врати кући 1863. године, написала је: „Божја воља, не моја, нека буде. Сад сам задовољна, како бих волела да увек будем у пуној свести да Бог уређује све ствари тачно како треба, све је најбоље како јесте.”
Иако није била формално члан Универзалистичке цркве Америке, у писму из 1905. године удовици Карли Нормани Трашери, идентификовала се као „универзалиста”.
Иако није била активни члан цркве својих родитеља, Бартон је писала о томе колико је њена породица позната у њеном родном граду и колико је односа њен отац успоставио са другима у њиховом граду кроз цркву и религију..
У погледу политике, Клара Бартон је чврсто подржавала председника Линколна и Републиканску партију током рата. 1863. године одбила је захтев Демократе из Коперхеда, Т.В. Мејгана, да осуди Републиканску партију. У свом писму Мејгану, Бартон је такође навела: „Ја сам војник Сједињених Држава, знате, и, као што сам војник, а не државник, нећу покушавати да дискутујем о политичким питањима са вама.” Даље, написала је да се што се политике тиче, „предпостављам да сам дубоко неупућена”. Док историчар Стивен Б. Оутс тумачи ове изјаве као ироничне, овај став је оспораван од стране Нине Силбер (историчарке жена из периода Грађанског рата). Силбер тврди да је „Клара Бартон дошла до уверења да њен посао има врло мало везе с политиком” и да је „из рата изашла више свесна него икада политичких слабости жена.” Док Оутс Бартон означава као „предану феминисткињу”, Силбер је упоређује са другим болничаркама као што су Мери Ен Бикердајк и Корнелија Хенкок, које су се придржавале патријархалних идеја о мушкој хијерархијској власти и распореду „одвојених сфера” током Грађанског рата. Бартон је постала заступник права жена на гласање након разговора са својом пријатељицом Гејџ о тој теми.
Бартон је била љубитељка поезије Лорда Тенисона и Валтера Скота.

## Национално историјски локалитет Кларе Бартон
Године 1975. основан је Национални историјски локалитет Кларе Бартон, као део Националне службе за паркове. Као први Национални историјски локалитет посвећен достигнућима жене, овај локалитет чува рану историју Америчког Црвеног крста, јер је кућа такође служила као рана централа те организације.
Национална служба за паркове рестаурирала је једанаест соба, укључујући канцеларије Црвеног крста, салоне и Кларину спаваћу собу. Посетиоци куће могли су да стекну осећај како је Бартон живела и радила. У октобру 2015. године локалитет је затворен због радова и остао је затворен до 2021. године због пандемије Ковида 19. Кућа је поново отворена за јавност 2022. године, али су други и трећи спрат куће остали затворени због „структурних проблема”.

## Канцеларија за нестале војнике Кларе Бартон
Године 1869. Клара Бартон је затворила Канцеларију за нестале војнике и отишла у Европу. Трећи спрат њене старе пансиона затворен је 1913. године, а локалитет је заборављен. Локалитет је делимично „изгубљен” јер је Вашингтон у 1870-им годинама прегруписао свој систем адреса.
Године 1997. радник из Генералне управе за услуге, Ричард Лајонс, био је ангажован да провери зграду у циљу њене демонтаже. Он је у поткровљу пронашао праве предмете који су припадали Бартон, укључујући натписе, одећу, војничке чарапе из грађанског рата, војнички шатор, новине из доба грађанског рата и многе документе који су се односили на Канцеларију за нестале војнике. Ово откриће довело је до тога да Национална служба за паркове спасе зграду од рушења. Међутим, требало је неколико година да локалитет буде рестауриран. Музеј Кларе Бартон и Канцеларија за нестале војнике, који управља Национални музеј за грађански рат, отворен је 2015. године.

## Прикази
- Роман Ен Риналди, Numbering All the Bones приказује Клару Бартон и затвор у Андерсонвилу за време Грађанског рата, познат по ужасним условима.[44]
- Филм Angel of Mercy (1939) је биографски кратки филм у режији Едварда Л. Кана, са Саром Хејден као Бартон и Ен Радерфорд као женом коју смрт брата у бици у Грађанском рату инспирише да се придружи Бартон у раду.[45]
- У телевизијској серији Voyagers! (NBC, 1982–1983), Финијас Бог и Џефри Џоунс путују кроз време како би осигурали да историја протекне исправно. У епизоди The Travels of Marco ... and Friends (1. сезона, епизода 9, премијера 3. децембра 1982), Финијас и Џефри спасавају Бартон (Патриша Донахју) из запаљеног вагона, али је на ивици да подлегне удисању дима. Џефри (млади дечак из 1982. године) примењује вештачко дисање (техника која није била позната у време Кларе Бартон) и спашава њен живот, омогућавајући јој да оснује Амерички Црвени крст.[46]
- Менди Мур игра Клару Бартон у епизоди Drunk History која представља преглед њених достигнућа током и након Грађанског рата, као што је наративно представљено од стране Амбер Рафин.[47]
- Филм America: The Motion Picture приказује високо фикционализовану верзију Кларе Бартон коју глуми Меган Лејхи.[48]
- У серији The Gilded Age (HBO, 2022), Клару Бартон игра Линда Емонд.[49]
- У књизи Civil War on Sunday, 21. књига из серије Magic Tree House, главни ликови Џек и Ени упознају Клару Бартон и помажу јој у њеном раду. Бартон им преноси своју мудрост у вези са тим како да помогну рањеним војницима.[50]

## Наслеђе
Постоји 25 школа које носе име Кларе Бартон:
- Основна школа „Клара Бартон” у Фаргоу, Северна Дакота
- Основна школа „Клара Бартон” у Левитауну, Пенсилванија
- Бартон Хол на Универзитету Монтклер Стејт у Апер Монтклеру, Њу Џерзи
- Основна школа „Клара Бартон” на Дел Амо Булевару у Лонг Бичу, Калифорнија
- Основна школа „Клара Бартон” у Олтону, Илиноис
- Основна школа „Клара Бартон” у Редмонду, Вашингтон
- Основна школа „Клара Бартон” у Милвокију, Висконсин
- Основна школа „Клара Бартон” у Анахајму, Калифорнија
- Колеџ округа Бартон у Грејт Бенду, Канзас
- Основна школа „Клара Бартон” у Бронксу, Њујорк
- Основна школа „Клара Бартон” у Чери Хилу, Њу Џерзи
- Основна школа „Клара Бартон” у Чикагу, Илиноис
- Основна школа „Клара Бартон” у Корони, Калифорнија
- Основна школа „Клара Бартон” у Окфорду, Масачусетс
- Основна школа „Клара Бартон” у Сан Дијегу (сада Сан Дијего Кооперативна Чартер школа)
- Основна школа „Клара Бартон” у Рочестеру, Њујорк
- Основна школа „Клара Бартон” у Вест Мифлину, Пенсилванија
- Средња школа „Клара Бартон” у Ројал Оук, Мичиген
- Средња школа за здравствене професије „Клара Бартон” у Бруклину, Њујорк
- Кућа Клара Бартон, студентски дом на Универзитету Таусон, Таусон, Мериленд
- Отворена школа „Клара Бартон” у Минеаполису, Минесота
- Школа „Клара Бартон” у Кабин Џону, Мериленд (сада Друштвени центар „Клара Бартон”)
- Школа „Клара Бартон” у Бордентауну, Њу Џерзи
- Школа „Клара Бартон” у Фаргоу, Северна Дакота
- Школа „Клара Бартон” у Филаделфији, ПенсилванијаПостоји и неколико улица и путева који носе име Кларе Бартон:

- Клара Бартон Роуд у Окфорду, Масачусетс
- Клара Бартон Лејн у Галвестону, Тексас
- Булевар Бартон у Роклеџу, Флорида
- Клара Бартон Драјв у Олбанију, Њујорк
- Клара Бартон Драјв у Ферфаксу Стејшону, Вирџинија
- Аутопут Клара Бартон у Мериленду
- Улица Клара Бартон у Дансвилу, Њујорк
- Булевар Клара Бартон у Гарланду, Тексас
- Кружни ток Клара Бартон у Силакога, Алабама
- Улица Клара Бартон у Амстердаму, Холандија
- Бартон Роуд у Виндзору, Мејн
- Клара Бартон Роуд у округу Даглас, Висконсин
- Улица Клара Бартон у Сагва ла Грандеу, Куба

Поред улица и путева, име Кларе Бартон такође носи велики број других локација и објеката:
- Бартон, кратер на Венери
- Barton Associates, Пибоди, Масачусетс
- Бартон центар за едукацију о дијабетесу, Окфорд, Масачусетс
- Округ Бартон, Канзас
- Бартон Хол, Универзитет државе Ајова
- Кућа Бартон на Универзитету Таусон
- Куле Бартон, Ројал Оук, Мичиген
- Прелаз Бартон, Питсфилд, Масачусетс, склониште за бескућнике[51]
- Клара Бартон, Боинг 737 8MAX компаније Norwegian Air
- Клара Бартон, необрађена заједница у оквиру Едисон Тауншипа, Њу Џерси
- Аудиторијум Клара Бартон, Завод за патенте и трговачке марке Сједињених Држава, Александрија, Вирџинија
- Друштвени центар Клара Бартон, Кабин Џон, Мериленд
- Округ Клара Бартон, регионално удружење чланова Унитаријанске универзализам асоцијације
- Клара Бартон одред прве помоћи, Едисон, Њу Џерси
- Огранак библиотеке Кларе Бартон, Едисон, Њу Џерси
- Кућа и башта Кларе Бартон, Џонстаун, Пенсилванија
- Болница и клинике Клара Бартон, Хојсингтон, Канзас
- Меморијална шума Кларе Бартон, Лак Клеар, Њујорк, засадјен 1925. године
- Зграда поште Кларе Бартон у Бордентону, Њу Џерси[52]
- Сервисна област Клара Бартон, на Њу Џерзи Турнпајку
- Склониште Клара Бартон, Стадион државног парка Стони Брук, Дансуил, Њујорк
- Дрво Кларе Бартон, Џиновска секвоја у Великој шуми, Национални парк Секвоја[53]
- Наслеђе Кларе Бартон, Едисон, Њу Џерси, заједница за помоћ старим лицима
- Језеро Бартон, Берк, Вирџинија
- Кућа Кларе Бартон на Краљевском колеџу, Њујорк[54]

## Остала сећања
Кућа Кларе Бартон, где је рођена у Масачусетсу, отворена је за јавност као музеј.
Поштска марка са портретом Кларе Бартон и сликом симбола Америчког Црвеног крста издата је 1948. године.
Клара Бартон је уведена у Националну женску кућу славних 1973. године.
Бартон је била приказана 1995. године на сету америчких поштанских марака у част Грађанског рата.
У 2019. години, Бартон је објављена као један од чланова прве класе Хала славних владе у магазину Government Executive.
Експонати у источном крилу трећег спрата Националног музеја америчке историје фокусирани су на Сједињене Државе у рату. Хитна помоћ Црвеног крста Кларе Бартон је у једном тренутку била препознатљив артефакт тамо, али више није изложена.
Школа у Дизнијевој серији Sydney to the Max носи име Clara Barton Middle School.
Клара Бартон је уведена у Кућу славних Њу Џерзија 2008. године.

## Публикације
- Barton, Clara H (1906). The Red Cross: In Peace and War.. Washington, D.C.: American Historical Press, 1898. OCLC 1187508.
- Barton, Clara H (1904). Story of the Red Cross: Glimpses of Field Work.. New York: D. Appleton and Company, 1904. OCLC 5807882.
- Barton, Clara H (1907). The Story of My Childhood.. New York: Baker & Taylor Company, 1907. Reprinted by Arno Press in 1980. OCLC 6015444.